# Encamp
Encamp este un una dintre cele 7 parohii ale Andorrei. 
Prima atestare documentară datează din 1287 "Carta dels Foix", care spune "in en-campo sur la val du vers foix".